# Peter McConnell
Pour les articles homonymes, voir McConnell.
Peter McConnell (né en 1960 à Pittsburgh) est un compositeur de musique de jeu vidéo et musicien américain.
Pendant les années 1990, McConnell travaille avec la société LucasArts. À ses débuts, il développe le système IMUSIC au côté de Michael Land. Son travail se distingue très vite des autres. Après avoir composé pour Monkey Island 2: LeChuck's Revenge et Sam and Max Hit the Road, Tim Schafer remarque le jeune compositeur. Les deux hommes collaborent et la reconnaissance vient alors avec Grim Fandango.
En 1998, en effet, McConnell remporte le Gamespot Award de la Meilleure musique pour ce jeu. Ensuite, les projets s'enchaînent : Escape from Monkey Island et Psychonauts portent la signature musicale de McConnell en 2000 et 2005. Entretemps, il compose pour Sly 2 : Association de voleurs. Avec cette œuvre, Peter McConnell reconnaît s'inspirer du jazz de Henry Mancini. Pourtant, il n'hésite pas à donner aux bandes son des tonalités beaucoup plus rock. Dans Brütal Legend, en 2009, la musique de McConnell sonne comme celle d'Ozzy Osbourne.
En marge de la composition, Peter McConnell pratique de nombreux instruments tels que le violon électrique ou la guitare. Ainsi, sa polyvalence et son éclectisme font de lui un compositeur unique dans le domaine du jeu vidéo.

## Biographie
Peter McConnell étudie la musique à l'Université Harvard durant les années 1980. À cette époque, son professeur Ivan Tcherepnine lui fait découvrir la musique électronique. À la fin de ses études, McConnell travaille avec Michael Land dans l'entreprise Lexicon. Les deux amis décident de s'associer et sont engagés par LucasArts en 1991. Immédiatement, leur collaboration s'annonce fructueuse. Tandis qu'ils composent la bande son de la série à succès Monkey Island 2: LeChuck's Revenge, McConnell et Land mettent au point l'Interactive Music Streaming Engine (IMUSIC). Ce système breveté permet de synchroniser la musique avec l'action visuelle d'un jeu.
Par la suite, Peter McConnell continue toujours sa carrière chez LucasArts et compose pour de célèbres franchises comme Monkey Island, Indiana Jones et Star Wars. Mais ses travaux les plus remarquables restent Full Throttle et Grim Fandango. Pour ces deux jeux d'aventure, Tim Schafer fait appel à McConnell. Selon le compositeur, c'est « un privilège » d'œuvrer avec Schafer. Mais les compositions demandent beaucoup de raffinement. En 1998, le concepteur de Grim Fandango demande à McConnell d'inclure de la musique folklorique mexicaine dans son jeu. Il souhaite aussi retranscrire l'ambiance d'un film noir avec ses sonorités de jazz. Le résultat est concluant. La même année, Peter McConnell remporte le PC Gamer Magazine Award de la Meilleure bande originale pour Full Throttle et le Gamespot Award de la Meilleure musique pour Grim Fandango.
Peter McConnell quitte LucasArts en 2000 et rejoint Tim Schafer dans son studio de production Double Fine. En 2005, il signe la musique de Psychonauts en s'inspirant notamment d'AC/DC et de Led Zeppelin. Un an auparavant, McConnell passe un accord avec la société Sucker Punch. Il compose ainsi la musique du deuxième et du troisième volet de Sly. Ses modèles sont alors Jerry Goldsmith et Henry Mancini. Ouvert à tous les genres, Peter McConnell élabore une partition très rock pour Brütal Legend en 2009, alors qu'il revient à une construction musicale plus orchestrée avec Star Wars: The Old Republic en 2011. Deux ans plus tard, McConnell signe encore la bande son de Sly Cooper : Voleurs à travers le temps.

## Discographie
- 1991 : Monkey Island 2: LeChuck's Revenge
- 1992 : Indiana Jones et le Mystère de l'Atlantide (Indiana Jones and the Fate of Atlantis)
- 1993 : Star Wars: X-Wing
- 1993 : Star Wars: Rebel Assault
- 1993 : Sam and Max Hit the Road
- 1993 : Maniac Mansion: Day of the Tentacle
- 1994 : Star Wars: TIE Fighter
- 1995 : Full Throttle
- 1995 : The Dig
- 1996 : Les Ombres de l'Empire (Star Wars: Shadows of the Empire)
- 1996 : Star Wars: Rebel Assault 2
- 1996 : Afterlife
- 1997 : Star Wars: Yoda Stories
- 1997 : Star Wars: X-Wing vs. TIE Fighter
- 1997 : Star Wars: Jedi Knight - Dark Forces 2
- 1997 : Herc's Adventures
- 1998 : Star Wars: Jedi Knight - Mysteries of the Sith
- 1998 : Grim Fandango
- 1999 : Star Wars: X-Wing Alliance
- 1999 : Star Wars Episode I: Racer
- 2000 : Star Wars: Force Commander
- 2000 : Escape from Monkey Island
- 2001 : Star Wars: Rogue Squadron 2 - Rogue Leader
- 2001 : Star Wars: Super Bombad Racing
- 2004 : Star Wars: Battlefront
- 2004 : Sly 2 : Association de voleurs (Sly 2: Band of Thieves)
- 2004 : The Bard's Tale
- 2005 : Psychonauts
- 2005 : Sly 3 (Sly 3: Honor Among Thieves)
- 2007 : Calling All Cars!
- 2009 : Brütal Legend
- 2010 : Kinectimals
- 2010 : Costume Quest
- 2011 : Iron Brigade
- 2011 : Kinectimals Bears
- 2011 : Kinect Disneyland Adventures
- 2011 : Star Wars: The Old Republic
- 2012 : Double Fine Happy Action Theater
- 2013 : Sly Cooper : Voleurs à travers le temps (Sly Cooper: Thieves in Time)
- 2013 : Plants vs. Zombies 2: It's About Time
- 2013 : Hearthstone: Heroes of Warcraft
- 2014 : Broken Age
- 2014 : Plants vs. Zombies: Garden Warfare
- 2014 : Costume Quest 2
- 2016 : Plants vs. Zombies: Garden Warfare 2
- 2017 : Psychonauts in the Rhombus of Ruin